# Химна Јордана
Јорданска Краљевска химна је позната као al-Salām al-Malakī al-ʾUrdunī (арап. السلام الملكي الاردني, Краљевска химна Јордана). Усвојена је 1946. године. Текст је написао Абдул Муним ел Рифаи. Музику је компоновао Абдул Кадир ел Танир. Прва верзија стихова је била изузетно кратка (прва строфа је оригинална верзија), али је сада проширена и продужена.

## Текст
| Српски превод | Транскрипција | Арапски оригинал |
| --- | --- | --- |
| Живео краљ! Живео краљ! Његов положај је узвишен, Његове заставе се уздигнуто њишу! Постигли смо свој циљ оног дана, Када си дошао на престо. Револуција нас мотивише Да летимо даље од највиших комета! О, краљу Арапа, Од најбољег пророка Имаш част порекла О коме се говори у древним књигама! Славни младићи су твоји наоружани војници Њихова одлучност никада неће умрети А врлине њихове потичу од тебе! О, краљу Арапа, Од најбољег пророка Имаш част порекла О коме се говори у древним књигама! Буди нам светлост и водиља, Најуспешнији у избегавању греха и злодела Живи свој живот срећан и поштован. Под својим заставама почива слава свих Арапа! О, краљу Арапа, Од најбољег пророка Имаш част порекла О коме се говори у древним књигама! | ʿĀš al-Malīk, ʿāš al-Malīk Sāmiyan maqāmuhu, ḫāfiqātin fī l-maʿālī aʿlāmuhu Naḥnu aḥraznā al-munā yawma aḥyayta lanā nahḍatun taḥfizunā Tatasāmā fawqa hāmī al-šahabi Yā malīk al-ʿarabi laka min ḫayri nabī šarafun fī al-nasabi Ḥaddaṯat ʿanhu buṭūnu al-kutubi al-šabābu al-amǧadu ǧunduka al-muǧannadu ʿazmuhu lā yaḫmadu Fīhi min maʿnāka ramzu al-daʾabi Yā malīk al-ʿarabi laka min ḫayri nabī šarafun fī al-nasabi Ḥaddaṯat ʿanhu buṭūnu al-kutubi Dumta nūran wa-hudā fī al-barāyā sayyidā hāniʾan mumaǧǧadā Taḥta aʿlāmika maǧdu al-ʿarabi Yā malīk al-ʿarabi laka min ḫayri nabī šarafun fī n-nasabi Ḥaddaṯat ʿanhu buṭūnu al-kutubi | عاش المليك ساميا مقامه خافقات في المعالي أعلامه نحن أحرزنا المنى يوم أحييت لنا نهضة تحفزنا تتسامي فوق هام الشهب يا مليك العرب لك من خير نبي شرف في النسب حدثت عنه بطون الكتب الشباب الأمجد جندك المجند عزمه لا يخمد فيه من معناك رمز الدأب يا مليك العرب لك من خير نبي شرف في النسب حدثت عنه بطون الكتب دمت نورا وهدى في البرايا سيدا هانئا ممجَّدا تحت أعلامك مجد العرب يا مليك العرب لك من خير نبي شرف في النسب حدثت عنه بطون الكتب |